# Pałac w Suchej Górnej
Pałac w Suchej Górnej (niem. Schloss Ober Zauche) – zabytkowy pałac wybudowany w XVIII w. we wsi Sucha Górna w Polsce w województwie dolnośląskim, w powiecie polkowickim, w gminie Polkowice.

## Opis
Piętrowy, barokowy pałac wybudowany na planie prostokąta, kryty dachem mansardowym z lukarnami. Do głównego wejścia, położonego centralnie, prowadzą proste dwubiegunowe schody z kamienną balustradą. Nad nim, przy dachu, szczyt. Na balustradzie przed wejściem kartusz z herbami: von Eckersberg (L) i von Czettritz (P) i datą 1779.

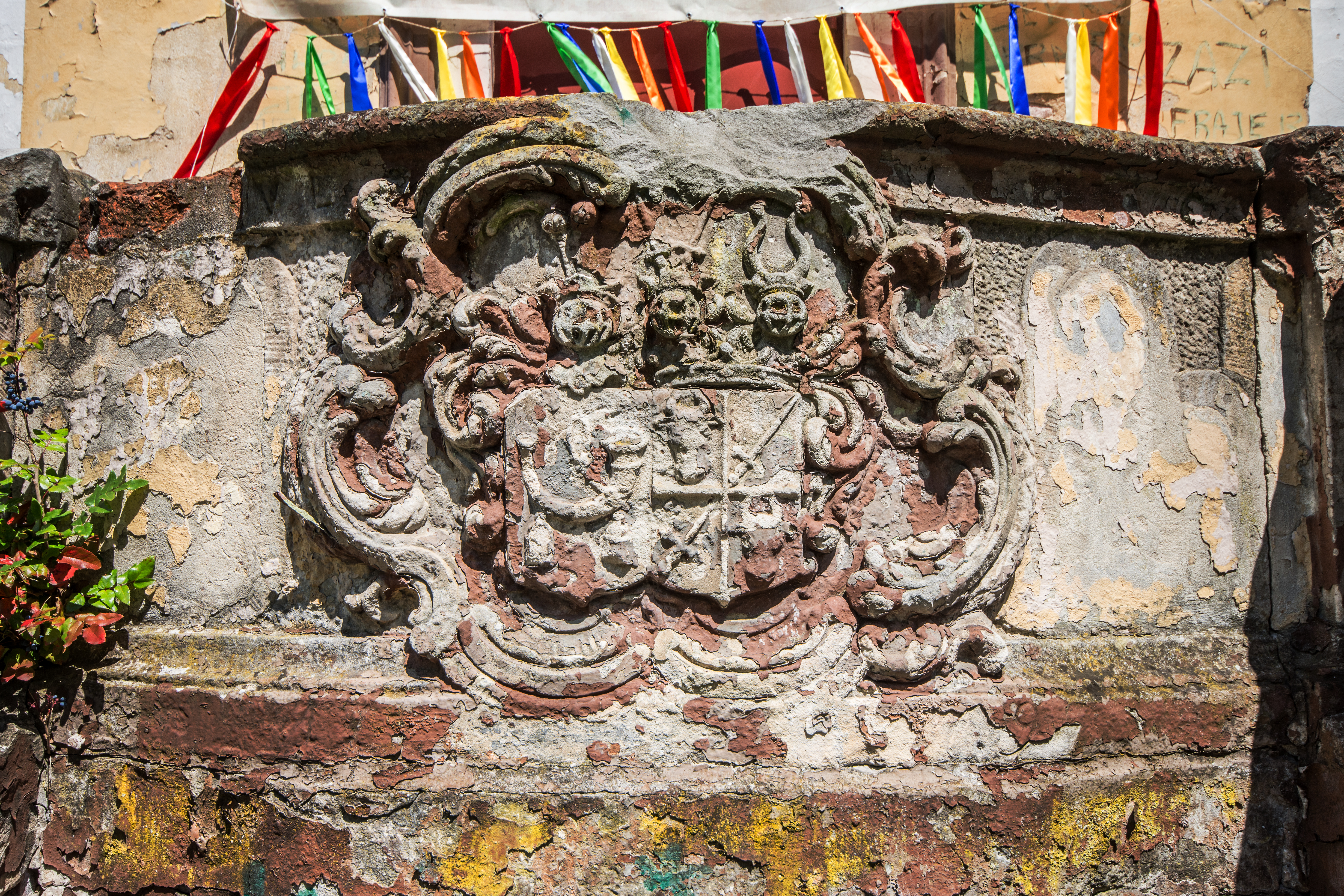
Kartusz z herbami
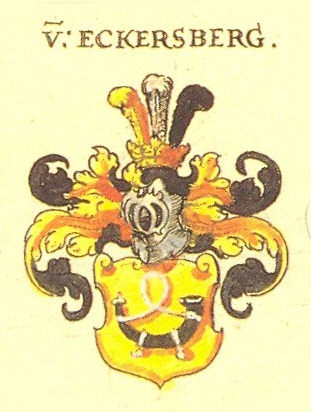
Herb von Eckersberg (L)
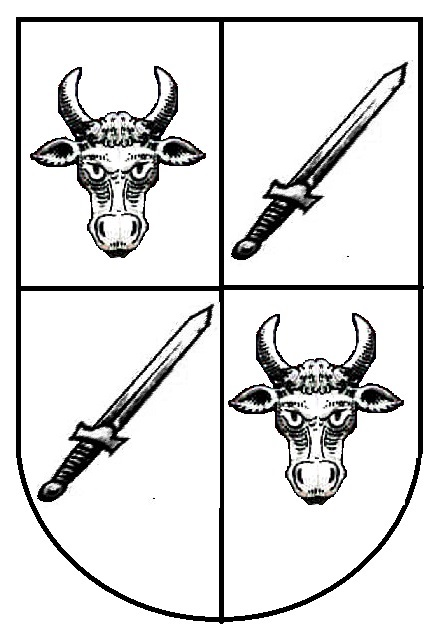
Herb Czettritz (tarcza, P)